# Kakuna
Kakuna  (лат.) — род полужесткокрылых насекомых из семейства Delphacidae (Fulgoroidea). 6 видов. Китай, Япония.

## Описание
Мелкие цикадовые насекомые с прыгательными задними ногами, длина тела около 5 мм. Основная окраска коричневая. Голова, включая глаза, уже, чем переднеспинка. Усики цилиндрической формы. Передние крылья с крупными продольными коричневыми отметинами.
Род Kakuna был впервые установлен в 1935 году (Matsumura, 1935) для типового вида Kakuna kuwayamai Matsumura, 1935, обнаруженного в Японии (Хоккайдо, Саппоро).
Отмечены на злаковых растениях видов Qiongzhuea communis (Poales, Poaceae), Sinobambusa kunishii (Poaceae) и Yushania niitakayamensis (Poaceae) (Yang, 1989; Chen & Yang, 2010).
- Kakuna kuwayamai Matsumura, 1935 — Япония typus
- Kakuna lii Chen & Yang, 2010 — Китай
- Kakuna nonspina Chen & Yang, 2010 — Китай
- Kakuna taibaiensis Ren & Qin, 2014 — Китай
- Kakuna yushaniae (Yang, 1989)[5]
  - = Parametopina yushaniae Yang
- Kakuna zhongtuana Chen & Yang, 2010 — Китай